# كودي فورد
كودي فورد (بالإنجليزية: Cody Ford)‏ هو لاعب كرة قدم أمريكية أمريكي، ولد في 1997 في بينيفيلي في الولايات المتحدة.

## وصلات خارجية
- كودي فورد على موقع مرجع كرة القدم المحترفة.كوم (الإنجليزية)